# عبد الله بن زياد
عبد الله بن زياد بن أبيه (34- 79 هـ) قائد ووالٍ أموي، ولَّاه أبوه على أحد جيوش الفتح التي انطلقت من البصرة إلى بلاد الروم.
رُوي عن عن عبد العزيز بن مروان قال: كان عبد الله بن زياد قائدًا على جيوش فتح بلاد كيليكيا.

## وفاته
توفي عبد الله بن زياد في البصرة، عام 79 هـ، ودُفن فيها، وقيل: إنه دُفن في الكوفة، وقيل في البحرين، وقيل في بلاد طَيْء في حائل.